# Лут (река)
Лут (фр. Louts) је река у Француској. Дуга је 86 km. Улива се у Адур. 